# Отунбаева, Роза Исаковна
Ро́за Иса́ковна Отунба́ева (кирг. Роза Исак кызы Отунбаева; род. 23 августа 1950, Фрунзе, Киргизская ССР) — советский, в дальнейшем киргизский государственный и политический деятель, дипломат, экс-президент Киргизской Республики, занимавший высшую должность с 2010 по 2011 годы, лидер парламентской фракции, оппозиционной Социал-демократической партии Кыргызстана. Занимала этот пост до вступления в должность Алмазбека Атамбаева 1 декабря 2011 года. С 3 сентября  2022 года является специальным представителем генерального секретаря ООН по Афганистану и главой Миссии ООН по содействию Афганистану.
Известна в Кыргызстане как одна из виновниц начала этнического конфликта на юге Кыргызстана в 2010 году, а также благодаря аресту оппозиционных политиков и аресту правозащитника Азимжана Аскарова, приведшему впоследствии к его пыткам и гибели в тюрьме.

## Биография
Роза Отунбаева родилась 23 августа 1950 года в селе Боо-Терек Бакай-Атинского района Таласской области. Её отец Исак Отунбаев много лет был членом Верховного суда. Через 10 лет Исака Отунбаева по работе перевели в Ош (Киргизия). По национальности — киргизка. Род — саруу из сол канат. Окончила с золотой медалью школу в Оше.
В 1972 году окончила философский факультет МГУ и поступила в аспирантуру МГУ. Стажировалась в Германии.
В 1975 году стала кандидатом философских наук после защиты в Москве диссертации «Критика фальсификации марксистско-ленинской диалектики философами Франкфуртской школы».
В 1975—1981 годах работала в Киргизском государственном университете во Фрунзе (ныне Киргизский национальный университет имени Жусупа Баласагына).
В 1981 году перешла на партийную работу в КПСС. Второй секретарь Ленинского райкома партии, с 1983 года — секретарь Фрунзенского горкома КП Киргизии.
В 1986—1989 годах — заместитель председателя Совета Министров Киргизской ССР, министр иностранных дел.
В 1989—1991 годах — член коллегии МИД СССР, имеет ранг чрезвычайного и полномочного посла СССР, ответственный секретарь Комиссии СССР по делам ЮНЕСКО, а в 1990—1991 годах — председатель Комиссии СССР по делам ЮНЕСКО.
22 октября 1991 года назначена чрезвычайным и полномочным послом СССР в Малайзии и Брунее по совместительству.
После распада СССР вернулась в Кыргызстан и работала на высоких постах в независимом Кыргызстане.
В 1992 году назначена вице-премьер министром — министром иностранных дел независимого Кыргызстана, а в июле того же года приступила к работе послом Киргизской Республики в США и Канаде. В мае 1994 году вернулась на родину на должность министра иностранных дел Киргизской Республики.
В 1997 году, по словам самой Розы Отунбаевой, она приняла решение уйти из правительства, хотя Аскар Акаев уговаривал её работать дальше.
С 1997 года — посол Киргизской Республики в Соединённом Королевстве Великобритании и Северной Ирландии.
С мая 2002 года — заместитель специального представителя генерального секретаря ООН по урегулированию конфликта в Грузии / Абхазии.
В сентябре 2004 года накануне парламентских выборов возвращается в КР и создается оппозиционное движение «Ата-Журт». Лидерами движения избраны депутат киргизского парламента, кинорежиссёр Дооронбек Садырбаев и Роза Отунбаева.
С именем Розы Отунбаевой связан первый скандал, после которого в стране и начали говорить о возможности революции. В январе 2005 года её в течение одного дня сначала зарегистрировали кандидатом в депутаты, а затем лишили регистрации под предлогом нарушения пункта о проживании на территории страны в течение времени, определённого законом о выборах. По мнению оппозиции, официальный Бишкек подобным образом расчищал дорогу дочери президента Бермет Акаевой, которая баллотировалась по Университетскому избирательному округу столицы.
Роза Отунбаева считается умеренным политиком, в Кыргызстане стала популярна с конца 1989 года.
После Тюльпановой революции, произошедшей в Кыргызстане в марте 2005 года и приведшей к свержению президента республики Аскара Акаева и приходу на его должность Курманбека Бакиева, была опять назначена на должность министра иностранных дел страны.
После президентских выборов 10 июля 2005 киргизским парламентом кандидатура Розы Отунбаевой на должность главы МИД не была утверждена. С 2005 по 2007 года сопредседатель партии «Асаба».
С декабря 2007 года — депутат Киргизского парламента и член парламентской фракции оппозиционной Социал-демократической партии Кыргызстана, с октября 2009 года — руководитель данной парламентской фракции. 21 мая 2010 года после наделения её полномочиями президента Кыргызстана переходного периода покинула партию[6].

### C 2010 года
В результате событий 7 апреля 2010 года стала главой Временного правительства Кыргызстана. 19 мая 2010 года специальным декретом Временного правительства Кыргызстана провозглашена президентом Кыргызстана переходного периода. Согласно данному декрету срок полномочий президента Кыргызстана переходного периода установлен до 31 декабря 2011 года. Референдум по принятию нового текста Конституции от 27 июля 2010 года утвердил её в качестве президента КР. Первая в истории Центральной Азии и Киргизской Республики женщина-президент, первая женщина, занимавшая пост президента в странах СНГ и вторая в новейшей истории женщина-президент в стране с преимущественно мусульманским населением (первая — Мегавати Сукарнопутри, президент Индонезии в 2001—2004 годах). Является одной из значимых фигур киргизской политики.
С 7 апреля 2010 года возглавила Временное правительство. Референдум утвердил её президентом в переходный период, 1 декабря 2011 года после избрания нового президента она положила начало мирной передаче власти, добровольно сдав свои полномочия.
С февраля 2011 года возглавляет Международный общественный фонд «Инициативы Розы Отунбаевой». Основной целью фонда является инициирование и реализация программ и проектов, которые способствуют социальному, политическому, экономическому развитию Кыргызстана.
В сентябре 2022 года назначена специальным представителем генерального секретаря ООН, главой миссии ООН в Афганистане.
Владеет киргизским, русским, английским и немецким языками[1][7][8].

## Роль и вина в этнических столкновениях 2010 г.
В июне 2010 года на юге Кыргызстана вспыхнул кровавый конфликт между этническими узбеками и киргизами, в ходе которого погибло более 400 человек и тысячи людей лишились крова.

Жертвы этнического конфликта - июнь, 2010 год.

Международная комиссия ОБСЕ под руководством Киммо Кильюнена осудила правительство Розы Отунбаевой за бездействие и неспособность предотвратить кровопролитие на юге Кыргызстана:
«Временное правительство, пришедшее к власти за два месяца до событий, либо не признавало, либо недооценивало ухудшение межэтнических отношений на юге Кыргызстана. с ситуацией гражданского неповиновения. Аргументы президента Отунбаевой о том, что всплеск насилия имел такие масштабы, что временному правительству было трудно его сдерживать, не освобождают власти от их основной ответственности по защите населения». Из отчета комиссии ОБСЕ
Реакцию властей под руководством Розы Отунбаевой также жестко осудила Amnesty International, обвинившая Временное правительство под её руководством в преступлениях против человечности, пытках, несправедливых судебных процессах, вовлечении властных структур, изнасилованиях и массовом насилии:
«Следователям и прокурорам до сих пор не удалось расследовать и привлечь к ответственности огромное количество преступлений, совершенных во время и сразу после июньских беспорядков 2010 года, а также за прошедшие с тех пор 24 месяца, в первую очередь убийства и другие насильственные преступления против этнических узбеков. Кроме того, обвинения в сговоре и соучастие сил безопасности в совершении нарушений прав человека во время июньских событий также остались без внимания. Десятки сообщений об изнасилованиях и другом сексуальном насилии также не были рассмотрены». Из отчета Amnesty International

Пострадавшие в конфликте 2010 года на юге Кыргызстана

В мае 2011 года правительство Розы Отунбаевой отвергло заключение Международной комиссии по расследованию июньских беспорядков 2010 года (Кыргызская комиссия по расследованию) о том, что во время беспорядков против узбекского населения города Ош были совершены преступления против человечности. ОБСЕ также указала, что насилие в отношении узбекских махаллей осуществлялось систематически и при попустительстве или пособничестве правоохранительных органов и армии, находящейся под контролем Розы Отунбаевой.
Роза Отунбаева шокировала многих своих сторонников, отвергнув доклад международной комиссии, которая возложила на её администрацию ответственность за большую часть хаоса во время событий в Оше. Однако позже Роза Отунбаева под международным давлением была вынуждена открыто признать, что подконтрольные ей силовики республики нарушили права этнических узбеков во время межэтнических столкновений в середине июня.

### Реакция в Кыргызстане
Экс-генпрокурор Кыргызстана Байболов сообщил об уголовных делах против правозащитников, которые начались по прямому указанию Розы Отунбаевой. Ряд политиков назвали Отунбаеву «Черной Розой» за её роль в этнических столкновениях. В Кыргызстане до сих пор продолжается судебный процесс по июньским событиям 2010 года, а имя Розы Отунбаевой звучит неоднократно. Киргизские политики, и особенно прежний лидер оппозиционной партии «Ата-Журт» в парламенте Жылдызкан Жолдошева, сообщили, что предупреждали главу Временного правительства о готовящемся межнациональном конфликте и о полном игнорировании Отунбаевой к ним.

## ДелоАзимжана Аскароваи репрессии против НПО

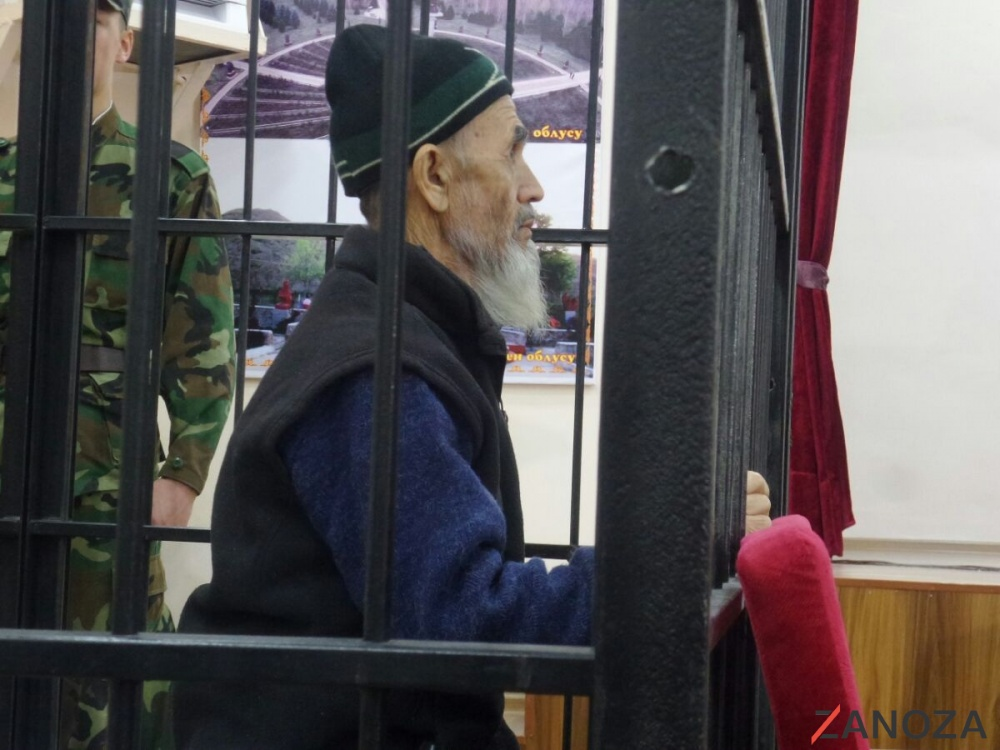
Азимжан Аскаров открыто заявлял о причастности властей к уголовному разбирательству, называя свое дело "заказанным" со стороны Отунбаевой.

После вспышки этнического насилия в 2010 году десятки узбекских общинных и религиозных лидеров были арестованы правительством Кыргызстана и обвинены в подстрекательстве к этническому насилию, в том числе Азимжан Аскаров, который снимал убийства и поджоги во время беспорядков. Затем Аскаров распространил видео в международных СМИ и обвинил киргизских военных в соучастии в убийствах.
Азимжан Аскаров открыто заявил в суде, что осужден по прямому приказу Розы Отунбаевой. Правозащитники сообщили, что лично говорили с Розой Отунбаевой о пытках Аскарова, но она их полностью проигнорировала.

Слова Аскарова в адрес Отунбаевой поддержала и международная комиссия Международной федерации прав человека FIDH:
«Миссия Обсерватории встретилась с Кубатбеком Байболовым, который на момент вынесения приговора Аскарову занимал должность генерального прокурора Кыргызстана. По его словам, тогда исполняющая обязанности президента Роза Отунбаева дала суду прямое указание приговорить Аскарова к пожизненному заключению".
Кубатбек Байболов, занимавший пост генерального прокурора в 2010 году, подтвердил, что дело против Аскарова было политически мотивированным и направлялось Отунбаевой. 31 марта 2016 года Комитет ООН по правам человека признал, что государство в ходе расследования и судебного разбирательства уголовного дела против Азимжана Аскарова нарушило статью 7 отдельно и в сочетании со статьей 1 и пунктом 3 (б) статьи 14 и (e) Международного пакта о гражданских и политических правах. Комитет отметил применение пыток, жестокого, бесчеловечного, унижающего достоинство обращения.
Amnesty International, Human Rights Watch, Комитет по защите журналистов, Front Line, Международное партнёрство по правам человека (IPHR) и Международная федерация по правам человека осудили обвинения против Аскарова. Комитет по защите журналистов призвал освободить его и другого задержанного Улугбека Абдусаломова, а арестовавших их сотрудников привлечь к ответственности за «злоупотребление служебным положением». Его дело также поддержал американский актёр Мартин Шин. Посольство США в Бишкеке также оказало давление на правительство Кыргызстана, чтобы оно провело «беспристрастные слушания» по апелляции Аскарова. «Репортеры без границ» призвали к его немедленному освобождению.
В 2011 году узбекская правозащитница возвращает врученную ей награду на том основании, что такая же награда была вручена Отунбаевой за репрессии против узбекского народа в Кыргызстане.

## Репрессии против лидеров оппозиции

### Дело Урмата Барыктабасова
При Розе Отунбаевой был произведен массовый арест сторонников Урмата Барыктабасова. Лидер оппозиции Барыктабасов, лидер партии «Мекен-Туу» («Моя Родина»), 5 августа 2010 года вместе со своими сторонниками попытался дойти до Бишкека. По пути в столицу колонна оппозиционеров была разогнана полицией, применившей спецтехнику. Барыктабасов и ряд его сторонников были арестованы.
«Многие из них не имеют никакого отношения к Барыктабасову или организации митингов», — пояснил правозащитник. Лидеры НПО отметили, что среди задержанных были представители молодёжного крыла Жасасын Кыргызстана! вечеринка. («Живи, Кыргызстан!»), движение «Жаштар Кенеш» («Молодежный парламент») и другие. По словам Уметалиевой, она была свидетельницей того, как избитых людей вывозили из ГСНБ на машинах скорой помощи. По признанию врачей, к задержанным применялись пытки. Уметалиева отметила, что «если члены правительства продолжат репрессии, ситуация может выйти из-под контроля». Урмат Барыктабасов был приговорен к 4 годам лишения свободы и отверг все обвинения.

### Преследование членов партий
После успеха партии «Ата-Журт» на парламентских выборах 2010 года в Кыргызстане 23 октября дом её лидера - Камчыбека Ташиева - был ограблен. Позже он заявил «Аль-Джазире», что «они ворвались, как бандиты… Я думаю, они намеревались меня застрелить. Я считаю, что они пытались меня уничтожить — силы, которые хотят отменить результаты выборов и ввести чрезвычайное положение. Я знаю, что Конечно, за этими действиями стояло ГКНБ [службы безопасности]». Он обвинил Кенешбека Дуйшебаева, главу ГКНБ в кабинете переходного президента Розы Отунбаевой, в нападении на него. Во время выборов 2010 года его партийный офис также был разграблен и сожжен.

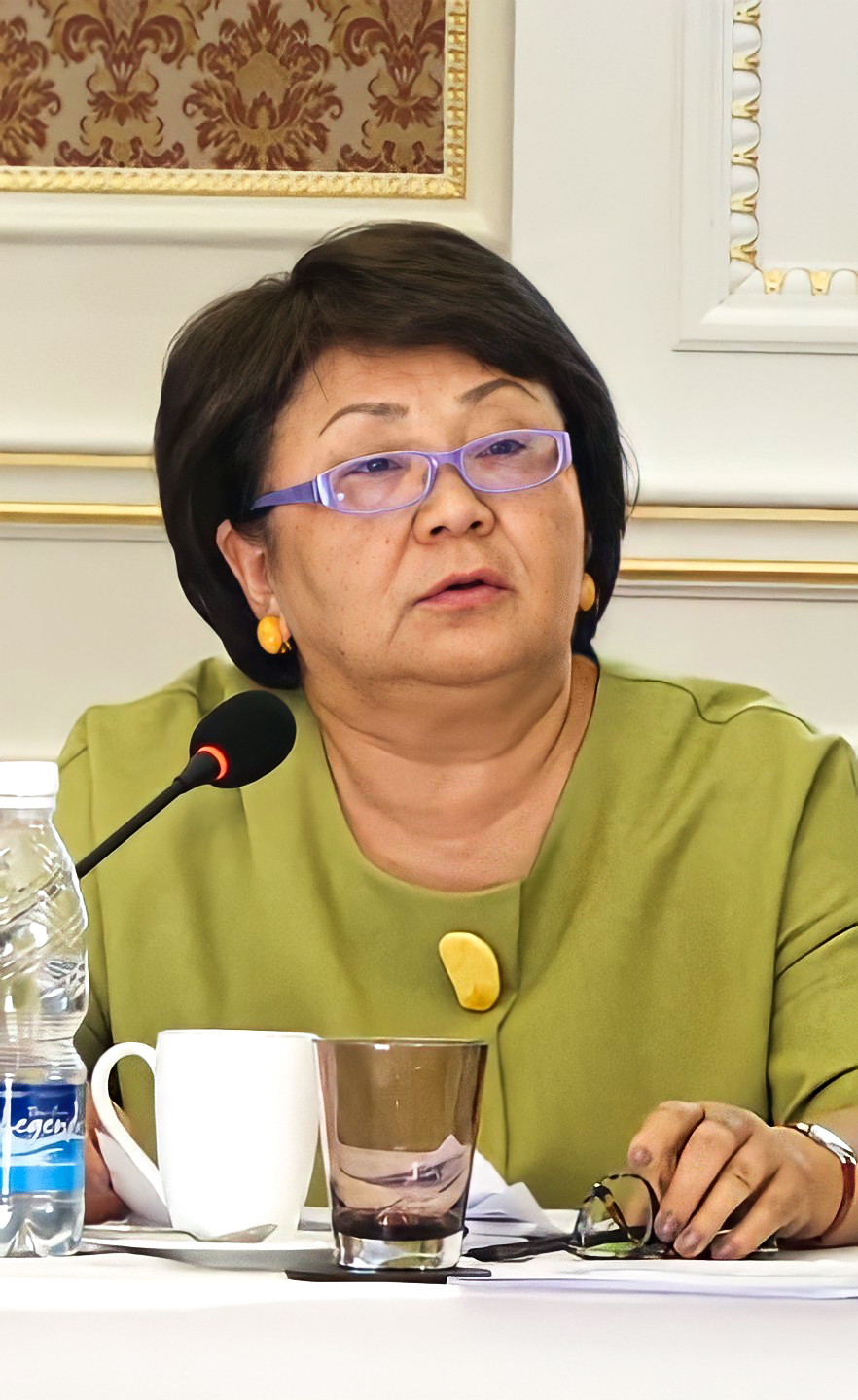
Отунбаева в 2017 году

## Награды
- Орден Почетного Легиона Франции (Франция, 2012)[40][10] — «за выдающиеся заслуги в вопросах защиты демократии и прав человека»;
- Орден Полярной звезды (Монголия, 2012);
- Итальянская Премия Минервы (Италия, 2015) — «за высокую институциональную роль в Кыргызстане и постоянную работу в пользу мира и демократии в международном плане»;
- 150 влиятельных женщин мира по версии «Newsweek Daily Beast» (2012);
- Гранд премия Глобального Саммита Женщин (2012) — «за лидерство (Афины, Греция)»;
- 100 влиятельных людей мира по версии Apolitical — «Роза Отунбаева вошла в топ-100 влиятельных людей мира в области продвижения гендерной политики за 2018 год согласно списку британской исследовательской организации „Apolitical“»;
- Международная женская премия за отвагу, Госдеп США, 2011;
- Search for Common Ground 2018 — вручена крупнейшей в мире организацией по миро строительству «Поиск общих интересов» 1 ноября 2018 года, Нью-Йорк, США";
- Кувейтская премия 2019 — «за вклад в улучшение жизни гражданского общества, государственного и частного секторов» (присуждается женщинам, внесшим вклад в развитие общества и имеющим стратегический взгляд, применяющим в работе инновационные и творческие подходы);
- Является профессором десятка университетов в Киргизской Республике, КНР и Республике Казахстан.

## Семья
Вторая из восьми детей в семье Исака Отунбаева, члена Верховного суда Кыргызстана, и Салийки Данияровой, учительницы.
Имеет дочь Карачач и сына Атая.
Брат Болот Исакович Отунбаев — дипломат, Посол Кыргызстана в США и Канаде с 15 января 2019 года.